# FC Marmara Sint-Pieters-Leeuw
FC Marmara Sint-Pieters-Leeuw was een Belgische voetbalclub uit Sint-Pieters-Leeuw. De club sloot in 1989 aan bij de KBVB met stamnummer 9186. 
In 2000 nam de club ontslag uit de KBVB. 

## Geschiedenis
FC Marmara, naar de Zee van Marmara in Turkije, werd in 1989 bij de KBVB aangesloten en hoewel de club de naam Sint-Pieters-Leeuw officieel mee in de clubbenaming droeg, werden de thuiswedstrijden in Anderlecht gespeeld.
De club begon in Vierde Provinciale en groeide snel, na drie seizoenen werd in 1991-1992 de kampioenstitel behaald in Vierde Provinciale H. 
Men promoveerde naar Derde Provinciale waar men de eerste vijf seizoenen in de middenmoot eindigde. 
In 1997-1998 werd FC Marmara kampioen in Derde Provinciale C met negen punten voorsprong op de tweede, gemeentegenoot KV Brucom Sportief en mocht nog een reeks hoger gaan spelen. 
In Tweede Provinciale zou de club nog twee seizoenen meedraaien in de onderste middenmoot tot in 2000 ontslag werd genomen uit de KBVB.